# حسین الصبیانی
حسین الصبیانی (عربی: حسين الصبياني؛ زادهٔ ۲۴ ژوئن ۲۰۰۱) بازیکن فوتبال اهل عربستان سعودی است.
وی همچنین در تیم‌های ملی فوتبال زیر ۲۰ سال، زیر ۲۳ سال و بزرگسالان عربستان سعودی بازی کرده‌است.